# Liste der ehemaligen Gemeinden in Norrbottens län
Die Liste der ehemaligen Gemeinden in Norrbottens län führt alle Gemeinden in der schwedischen Provinz Norrbottens län auf, die im Zeitraum zwischen dem Inkrafttreten der Gemeindeordnung von 1862 und der Umsetzung der Gemeindereform von 1971 existierten, als die Gemeinden in der bis heute bestehenden Form gebildet wurden. Zusätzlich wird eine Übersicht über die Einwohnerentwicklung der Gemeinden in dieser Periode gegeben.

## Liste der Gemeinden

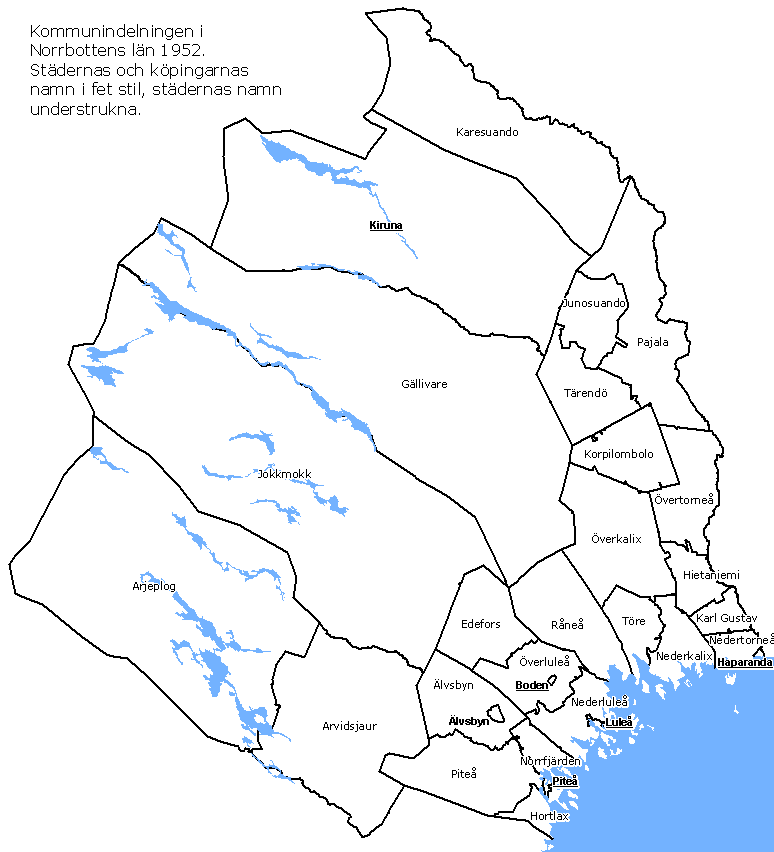
Gemeindegliederung von Norrbottens län 1952

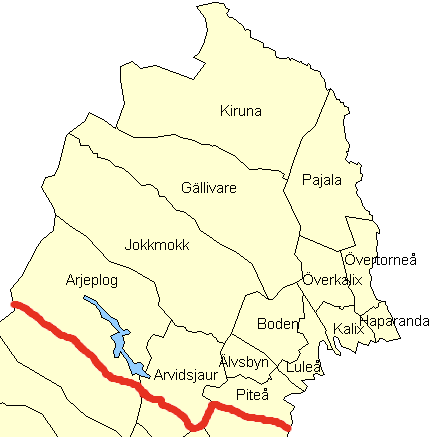
Gemeindegliederung von Norrbottens län seit 1971

Die erste schwedische Gemeindeordnung von 1862 mit der Entstehung von Stadtgemeinden (stadskommun, in der Regel stad in Namen), Minderstadtgemeinden (köpingskommun beziehungsweise köping, in Norrbottens län erst ab 1948) und Landgemeinden (landskommun) trat in der Provinz zum 1. Januar 1863 nur im küstennahen Teil, der historischen Provinz (landskap) Norrbotten, durch Bildung von zunächst 14 Gemeinden in Kraft. Im dünn besiedelten Inland, einem Teil der historischen Provinz Lappland, entstanden sieben Gemeinden erst zum 1. Januar 1874.
Die Gemeindereform von 1952, mit der die Anzahl der Gemeinden in Schweden insgesamt um fast zwei Drittel gesenkt wurde, hatte in Norrbottens län keine Auswirkungen. Die Konsolidierung setzte erst in der zweiten Hälfte der 1960er-Jahre ein. Zuvor war in der Periode von 1948 bis 1966 der Höchststand von 31 Gemeinden erreicht worden (5 Städte, 1 Minderstadt, 25 Landgemeinden).
Die Gemeindereform 1971 mit der Bildung der bis heute existierenden 14 Gemeinden einheitlichen Typs (kommun) trat in der gesamten Provinz zum 1. Januar 1971 in Kraft, ohne das in den meisten anderen Provinzen Schwedens übliche vorübergehende Weiterbestehen einiger vorheriger Gemeinden bis 31. Dezember 1973.
| Wappen                               | Gemeinde                  | Hauptort           | Von  | Bis  | Hervorgegangen aus                                                 | Aufgegangen in                     | Heutige Gemeinde | Bemerkung                                    |
| ------------------------------------ | ------------------------- | ------------------ | ---- | ---- | ------------------------------------------------------------------ | ---------------------------------- | ---------------- | -------------------------------------------- |
| Wappen von Älvsby landskommun        | Älvsby landskommun        | Älvsbyn            | 1874 | 1968 | Piteå landskommun*                                                 | Älvsbyns köping                    | Älvsbyn          |                                              |
| Wappen von Älvsbyns köping           | Älvsbyns köping           | Älvsbyn            | 1948 | 1970 | Älvsby landskommun*                                                |                                    | Älvsbyn          |                                              |
| Wappen von Arjeplogs landskommun     | Arjeplogs landskommun     | Arjeplog           | 1874 | 1970 |                                                                    |                                    | Arjeplog         |                                              |
| Wappen von Arvidsjaurs landskommun   | Arvidsjaurs landskommun   | Arvidsjaur         | 1874 | 1970 |                                                                    |                                    | Arvidsjaur       |                                              |
| Wappen von Bodens stad               | Bodens stad               | Boden              | 1919 | 1970 | Överluleå landskommun*                                             |                                    | Boden            |                                              |
|                                      | Edefors landskommun       | Harads             | 1892 | 1970 | Överluleå landskommun*                                             |                                    | Boden            |                                              |
|                                      | Enontekis landskommun     | Karesuando         | 1874 | 1906 |                                                                    | Karesuando landskommun (umbenannt) | Kiruna           |                                              |
| Wappen von Gällivare landskommun     | Gällivare landskommun     | Gällivare          | 1874 | 1970 |                                                                    |                                    | Gällivare        |                                              |
| Wappen von Haparanda stad            | Haparanda stad            | Haparanda          | 1863 | 1970 |                                                                    |                                    | Haparanda        | Stadtrecht seit 10. Dezember 1842            |
|                                      | Hietaniemi landskommun    | Hedenäset          | 1863 | 1968 |                                                                    | Övertorneå landskommun             | Övertorneå       |                                              |
|                                      | Hortlax landskommun       | Hortlax            | 1918 | 1966 | Piteå landskommun*                                                 | Piteå stad                         | Piteå            |                                              |
| Wappen von Jokkmokks landskommun     | Jokkmokks landskommun     | Jokkmokk           | 1874 | 1970 |                                                                    |                                    | Jokkmokk         |                                              |
|                                      | Jukkasjärvi landskommun   | Jukkasjärvi Kiruna | 1874 | 1947 |                                                                    | Kiruna stad                        | Kiruna           |                                              |
|                                      | Junosuando landskommun    | Junosuando         | 1914 | 1970 | Pajala landskommun*                                                |                                    | Pajala           |                                              |
| Wappen von Kalix landskommun         | Kalix landskommun         | Kalix              | 1967 | 1970 | Nederkalix landskommun Töre landskommun                            |                                    | Kalix            |                                              |
|                                      | Karesuando landskommun    | Karesuando         | 1907 | 1970 |                                                                    |                                    | Kiruna           |                                              |
| Wappen von Karl Gustavs landskommun* | Karl Gustavs landskommun* | Karungi            | 1863 | 1966 |                                                                    | Haparanda stad                     | Haparanda        |                                              |
| Wappen von Kiruna stad               | Kiruna stad               | Kiruna             | 1948 | 1970 | Jukkasjärvi landskommun                                            |                                    | Kiruna           |                                              |
| Wappen von Korpilombolo landskommun  | Korpilombolo landskommun  | Korpilombolo       | 1870 | 1970 | Pajala landskommun* Överkalix landskommun* Övertorneå landskommun* |                                    | Pajala           | Gemeinde gebildet am 3. Juni 1870            |
| Wappen von Luleå stad                | Luleå stad                | Luleå              | 1863 | 1970 |                                                                    |                                    | Luleå            | Stadtrecht seit 12. Juli 1621                |
| Wappen von Nederkalix landskommun    | Nederkalix landskommun    | Kalix              | 1863 | 1966 |                                                                    | Kalix landskommun                  | Kalix            |                                              |
| Wappen von Nederluleå landskommun    | Nederluleå landskommun    | Gammelstad         | 1863 | 1968 |                                                                    | Luleå stad                         | Luleå            |                                              |
|                                      | Nedertorneå landskommun   | Haparanda          | 1863 | 1966 |                                                                    | Haparanda stad                     | Haparanda        |                                              |
|                                      | Norrfjärdens landskommun  | Norrfjärden        | 1916 | 1966 | Piteå landskommun*                                                 | Piteå stad                         | Piteå            |                                              |
| Wappen von Överkalix landskommun     | Överkalix landskommun     | Överkalix          | 1863 | 1970 |                                                                    |                                    | Överkalix        |                                              |
|                                      | Överluleå landskommun     | Boden              | 1863 | 1966 |                                                                    | Bodens stad                        | Boden            |                                              |
| Wappen von Övertorneå landskommun    | Övertorneå landskommun    | Övertorneå         | 1863 | 1970 |                                                                    |                                    | Övertorneå       |                                              |
| Wappen von Pajala landskommun        | Pajala landskommun        | Pajala             | 1863 | 1970 |                                                                    |                                    | Pajala           |                                              |
| Wappen von Piteå landskommun         | Piteå landskommun         | Piteå              | 1863 | 1966 |                                                                    | Piteå stad                         | Piteå            |                                              |
| Wappen von Piteå stad                | Piteå stad                | Piteå              | 1863 | 1970 |                                                                    |                                    | Piteå            | Stadtrecht seit 12. Mai 1621                 |
| Wappen von Råneå landskommun         | Råneå landskommun         | Råneå              | 1863 | 1968 |                                                                    | Luleå stad                         | Boden Luleå      | 1967 Gunnarsbyns församling nach Bodens stad |
| Wappen von Tärendö landskommun       | Tärendö landskommun       | Tärendö            | 1885 | 1970 | Pajala landskommun*                                                |                                    | Pajala           |                                              |
| Wappen von Töre landskommun          | Töre landskommun          | Töre               | 1924 | 1966 | Nederkalix landskommun*                                            | Kalix landskommun                  | Kalix            |                                              |

Anmerkungen
- Stadtgemeinden sind grün, Minderstadtgemeinden gelb hinterlegt.
- Die Bezeichnungen von bis heute in angepasster Form als kommun unter dem jeweiligen Namen weiter existierenden Gemeinden sind halbfett ausgezeichnet; wenn es gleichnamige Stadt- oder Minderstadt- sowie Landgemeinden gab, dann erstere.
- Mehrere angegebene Hauptorte pro Gemeinde bedeuten, dass sich dieser in der Zeit der Existenz der Gemeinde verlagert hat.
- Gemeinden wurden jeweils zum 1. Januar des genannten Jahres gebildet (Spalte Von) beziehungsweise hörten zum 31. Dezember auf zu bestehen (Spalte Bis), sofern in den Bemerkungen nicht anders angegeben.
- Für die ursprünglich 1863/1874 aus den früheren kirchlichen Verwaltungseinheiten hervorgegangenen ist in der Spalte Hervorgegangen aus nichts vermerkt; in der Regel war dies das gleichnamige Kirchspiel (socken). Ein Stern (*) bedeutet, dass eine Gemeinde aus einem Teil der so gekennzeichneten früheren Gemeinde gebildet wurde.
- Für bis 1970 bestehende Gemeinden ist in der Spalte Aufgegangen in nichts vermerkt, wenn sie als unter Heutige Gemeinde genannte Gemeinde weiter existieren oder in einer solchen aufgingen.
- Sofern bei der Bildung einer Stadtgemeinde die zugehörige Stadt ihr Stadtrecht nicht zum gleichen Zeitpunkt erhielt (sondern in der Regel früher), ist dies unter Bemerkungen angegeben.

## Einwohnerentwicklung
In der folgenden Tabelle ist die Entwicklung der Einwohnerzahlen der früheren Gemeinden von Norbottens län zwischen 1860 und 1970 dargestellt, jeweils für den 31. Dezember des betreffenden Jahres.
| Name                                         | 1860   | 1870   | 1880   | 1890   | 1900   | 1910   | 1915   | 1920   | 1925   | 1930   | 1935   | 1940   | 1945   | 1950   | 1955   | 1960   | 1965   | 1970   |
| -------------------------------------------- | ------ | ------ | ------ | ------ | ------ | ------ | ------ | ------ | ------ | ------ | ------ | ------ | ------ | ------ | ------ | ------ | ------ | ------ |
| Älvsby landskommun                           | 1.802  | 2.276  | 2.915  | 3.759  | 4.995  | 5.810  | 6.376  | 7.054  | 7.481  | 7.692  | 8.390  | 8.897  | 9.306  | 6.521  | 6.184  | 5.875  | 5.122  |        |
| Älvsbyns köping                              |        |        |        |        |        |        |        |        |        |        |        |        |        | 2.782  | 3.119  | 3.618  | 4.170  | 8.686  |
| Arjeplogs landskommun                        | 1.207  | 1.234  | 1.352  | 1.771  | 2.325  | 2.849  | 3.084  | 3.195  | 3.462  | 3.795  | 4.130  | 4.427  | 4.939  | 5.320  | 5.711  | 5.573  | 5.063  | 4.435  |
| Arvidsjaurs landskommun                      | 2.026  | 2.473  | 3.164  | 4.040  | 5.220  | 6.349  | 6.708  | 7.005  | 7.693  | 8.948  | 9.648  | 9.824  | 10.679 | 11.096 | 10.754 | 10.317 | 9.374  | 8.400  |
| Bodens stad                                  |        |        |        |        |        |        |        | 6.220  | 6.707  | 6.517  | 6.594  | 7.753  | 10.121 | 11.458 | 12.301 | 13.720 | 14.354 | 24.600 |
| Edefors landskommun                          |        |        |        |        | 2.415  | 2.569  | 2.852  | 3.220  | 3.454  | 3.553  | 3.774  | 3.845  | 3.840  | 3.894  | 3.645  | 3.811  | 3.079  | 2.549  |
| Enontekis landskommun Karesuando landskommun | 1.239  | 1.364  | 1.293  | 1.348  | 1.266  | 1.198  | 1.183  | 1.182  | 1.021  | 1.086  | 1.152  | 1.222  | 1.224  | 1.325  | 1.425  | 1.446  | 1.442  | 1.293  |
| Gällivare landskommun                        | 2.443  | 2.691  | 3.253  | 4.279  | 11.745 | 16.245 | 18.698 | 19.164 | 18.477 | 20.228 | 19.895 | 20.824 | 21.704 | 22.479 | 24.849 | 27.670 | 27.056 | 25.417 |
| Haparanda stad                               | 737    | 942    | 1.039  | 1.252  | 1.568  | 1.423  | 1.531  | 2.784  | 2.694  | 2.519  | 2.610  | 2.722  | 3.038  | 2.973  | 3.194  | 3.373  | 3.966  | 8.888  |
| Hietaniemi landskommun                       | 1.796  | 1.837  | 1.998  | 1.946  | 1.968  | 2.150  | 2.323  | 2.437  | 2.557  | 2.489  | 2.595  | 2.648  | 2.638  | 2.657  | 2.644  | 2.438  | 2.136  |        |
| Hortlax landskommun                          |        |        |        |        |        |        |        | 3.766  | 4.156  | 4.339  | 4.467  | 4.508  | 4.628  | 4.844  | 4.907  | 4.769  | 4.519  |        |
| Jokkmokks landskommun                        | 1.905  | 1.983  | 2.522  | 3.256  | 4.372  | 5.416  | 6.565  | 7.648  | 7.590  | 7.530  | 8.699  | 8.668  | 8.968  | 10.744 | 9.267  | 11.533 | 10.106 | 7.998  |
| Jukkasjärvi landskommun Kiruna stad          | 1.750  | 1.783  | 1.973  | 2.256  | 3.048  | 11.530 | 14.477 | 13.601 | 16.210 | 18.575 | 17.390 | 18.205 | 18.377 | 19.023 | 22.374 | 26.748 | 28.343 | 29.330 |
| Junosuando landskommun                       |        |        |        |        |        |        | 1.104  | 1.141  | 1.235  | 1.349  | 1.547  | 1.756  | 1.850  | 1.914  | 1.870  | 1.770  | 1.511  | 1.395  |
| Karl Gustavs landskommun*                    | 2.285  | 2.149  | 2.244  | 2.229  | 2.403  | 2.536  | 2.996  | 2.875  | 2.846  | 2.894  | 3.159  | 3.371  | 3.561  | 3.390  | 3.226  | 2.850  | 2.432  |        |
| Korpilombolo landskommun                     | 962    | 1.096  | 1.415  | 1.732  | 1.990  | 2.005  | 2.058  | 2.261  | 2.520  | 2.747  | 3.112  | 3.471  | 3.690  | 3.923  | 3.995  | 3.767  | 3.357  | 2.659  |
| Luleå stad                                   | 1.516  | 1.905  | 3.120  | 4.755  | 9.484  | 8.959  | 9.833  | 10.545 | 10.971 | 11.334 | 13.510 | 14.018 | 17.086 | 22.514 | 27.767 | 30.566 | 34.853 | 58.946 |
| Nederkalix landskommun Kalix landskommun     | 6.969  | 7.522  | 9.419  | 11.090 | 12.946 | 15.365 | 15.899 | 16.461 | 12.684 | 13.460 | 14.075 | 14.467 | 14.784 | 14.903 | 15.220 | 15.182 | 14.616 | 18.199 |
| Nederluleå landskommun                       | 8.283  | 8.702  | 10.105 | 10.727 | 12.166 | 12.278 | 12.321 | 12.581 | 12.733 | 12.980 | 10.954 | 11.020 | 11.073 | 11.472 | 11.733 | 12.461 | 13.341 |        |
| Nedertorneå landskommun                      | 1.995  | 2.033  | 2.347  | 2.520  | 3.056  | 3.972  | 4.436  | 4.210  | 4.481  | 4.171  | 4.551  | 4.542  | 4.542  | 4.242  | 3.937  | 3.596  | 3.214  |        |
| Norrfjärdens landskommun                     |        |        |        |        |        |        | 4.600  | 4.834  | 4.890  | 4.887  | 4.938  | 4.858  | 4.801  | 4.666  | 4.530  | 4.126  | 3.760  |        |
| Överkalix landskommun                        | 2.913  | 3.544  | 4.217  | 4.834  | 5.539  | 6.013  | 6.208  | 6.518  | 7.004  | 7.396  | 8.006  | 8.564  | 9.171  | 9.214  | 9.065  | 8.598  | 7.518  | 6.023  |
| Överluleå landskommun                        | 5.809  | 7.230  | 8.386  | 9.540  | 10.555 | 13.961 | 14.625 | 9.641  | 9.779  | 9.408  | 9.569  | 9.573  | 10.598 | 10.281 | 9.532  | 9.177  | 8.893  |        |
| Övertorneå landskommun                       | 2.368  | 2.528  | 2.942  | 3.122  | 3.406  | 3.683  | 3.891  | 4.096  | 4.524  | 4.913  | 5.531  | 6.233  | 6.844  | 7.419  | 7.402  | 7.033  | 6.549  | 7.356  |
| Pajala landskommun                           | 3.008  | 3.233  | 3.903  | 3.549  | 4.584  | 4.895  | 4.015  | 4.192  | 4.451  | 4.850  | 5.459  | 6.229  | 6.817  | 7.066  | 6.941  | 6.415  | 5.927  | 4.878  |
| Piteå landskommun                            | 10.451 | 11.638 | 13.682 | 15.535 | 17.951 | 19.640 | 15.869 | 12.671 | 12.916 | 13.807 | 14.458 | 13.967 | 14.063 | 13.852 | 13.759 | 13.726 | 14.278 |        |
| Piteå stad                                   | 1.554  | 1.800  | 2.337  | 2.691  | 2.655  | 2.632  | 2.622  | 3.047  | 3.129  | 3.102  | 3.407  | 4.264  | 4.883  | 5.574  | 6.466  | 7.426  | 8.476  | 32.829 |
| Råneå landskommun                            | 5.487  | 6.094  | 7.135  | 7.411  | 7.777  | 8.137  | 8.392  | 8.838  | 8.844  | 8.730  | 8.965  | 9.087  | 8.972  | 8.634  | 8.091  | 7.523  | 6.663  |        |
| Tärendö landskommun                          |        |        |        | 1.141  | 1.335  | 1.517  | 1.561  | 1.762  | 1.875  | 1.982  | 2.164  | 2.216  | 2.251  | 2.295  | 2.283  | 2.213  | 2.023  | 1.813  |
| Töre landskommun                             |        |        |        |        |        |        |        |        | 4.556  | 4.544  | 4.804  | 4.969  | 5.213  | 5.127  | 4.840  | 4.482  | 3.683  |        |

Anmerkungen
- Gemeinden, die in der zeitlichen Abfolge durch Veränderung des Typs und/oder Umbenennung direkt auseinander hervorgegangen sind, sind im Gegensatz zur ersten Tabelle in jeweils einer Zeile zusammengefasst; der Übergang ist durch eine fettere Grenze zwischen den Tabellenspalten gekennzeichnet.
- 1860 beziehungsweise zum Teil 1870 existierten die Gemeinden noch nicht; angegeben ist zu Vergleichszwecken die Einwohnerzahl der Verwaltungseinheit, aus der die Gemeinde später hervorging (in der Regel Kirchspiele/socken, die in ihrer Ausdehnung den Gemeinden entsprachen; gegebenenfalls in der Summe mehrerer).
- Fehlende Angaben bedeuten, dass die Gemeinde in dem Jahr nicht existiert hat (siehe erste Tabelle).